# Bansbari
Bansbari (en népalais : बाँसबारी) est un comité de développement villageois du Népal situé dans le district de Sindhulpalchok. Au recensement de 2011, il comptait 5 056 habitants.